# Вејн (Мичиген)
Вејн (енгл. Wayne) град је у америчкој савезној држави Мичиген. По попису становништва из 2010. у њему је живело 17.593 становника.

## Демографија
Према попису становништва из 2010. у граду је живело 17.593 становника, што је 1.458 (7,7%) становника мање него 2000. године.
| Група             | 2000.          | 2010.          |
| Белци             | 15.819 (83,0%) | 13.080 (74,3%) |
| Афроамериканци    | 2.151 (11,3%)  | 3.000 (17,1%)  |
| Азијати           | 275 (1,4%)     | 361 (2,1%)     |
| Хиспаноамериканци | 369 (1,9%)     | 602 (3,4%)     |
| Укупно            | 19.051         | 17.593         |